# La Chapelle-Villars
La Chapelle-Villars è un comune francese di 561 abitanti situato nel dipartimento della Loira della regione dell'Alvernia-Rodano-Alpi.

## Società

### Evoluzione demografica
Abitanti censiti